# Dominique Kivuvu
Dominique Kivuvu (n. 16 septembrie 1987, Amsterdam, Țările de Jos) este un fotbalist angolezo-neerlandez care evoluează la echipa FC Oss pe postul de mijlocaș. De asemenea este și un component al echipei naționale de fotbal a Angolei.